# Mżawka

Symbol, którym oznacza się mżawkę

Mżawka – opad atmosferyczny (hydrometeor) w postaci gęsto padających drobnych kropelek wody o średnicy poniżej 0,5 mm.
Krople wody o tak małej średnicy mają niewielką prędkość spadania od 0,1 cm/s do 20 cm/s. Tak niewielka prędkość spadania kropli sprawia, że są niesione przez wiatr, a nie spadają, co wywołuje osiadanie na powierzchniach pionowych przedmiotów, powstała w ten sposób woda jest czasami określana jako osad atmosferyczny, a w rzeczywistości stanowi zjawisko pośrednie między opadem a osadem atmosferycznym. W niskich temperaturach w zależności od warunków opadania/osadzania mżawka wywołuje szadź, zamróz, gołoledź, w tym i czarny lód.
Mżawka pochodzi często z niskich chmur warstwowych, chmur stratocumulus (zazwyczaj w postaci virgi) lub z cumulusów pasatowych. Opad o większych kroplach określa się jako deszcz. Mżawce często towarzyszy mgła, a dla drobnych kropel mżawka jest jednocześnie mgłą. 
Mżawka jest jednym z istotnych mechanizmów opadu w chmurach stratyfikowanych typu stratus i stratocumulus. Mżawka jest także jednym z mechanizmów tzw. ciepłego deszczu z chmur cumulus humilis (cumulus pasatowy) nad oceanami w obszarach około tropikalnych. Jedną z hipotez powstawania mżawki w cumulusach pasatowych jest jej powstawanie na zarodkach nukleacji złożonych z soli morskiej. Obecnie (2007) mżawka była przedmiotem kilku kampanii pomiarowych, m.in. zobacz Deszcz z Cumulusa nad Oceanem lub DYCOMS.
Potocznie mżawka jest nazywana kapuśniaczkiem.